# Тайзендорф
Тайзендорф (нем. Teisendorf) — община  в Германии, в земле Бавария.
Подчиняется административному округу Верхняя Бавария. Входит в состав района Берхтесгаденер-Ланд.  Население составляет 9160 человек (на 31 декабря 2010 года). Занимает площадь 86,77 км². Региональный шифр  —  09 1 72 134. Местные регистрационные номера транспортных средств (коды автомобильных номеров) (нем. Kraftfahrzeugkennzeichen) — BGL.

## Население
По оценке на 31 декабря 2015 года население общины составляет 9310 человек.
| Дата      | 1840 | 1871 | 1900 | 1925 | 1939 | 1950 | 1961 | 1970 | 1987 | 2011 |
| --------- | ---- | ---- | ---- | ---- | ---- | ---- | ---- | ---- | ---- | ---- |
| Население | 4167 | 4803 | 5391 | 5945 | 5847 | 8372 | 6754 | 7420 | 8061 | 9155 |

| Год       | 1960 | 1970 | 1980 | 1990 | 2000 | 2009 | 2010 | 2011 | 2012 | 2013 | 2014 | 2015 |
| --------- | ---- | ---- | ---- | ---- | ---- | ---- | ---- | ---- | ---- | ---- | ---- | ---- |
| Население | 6605 | 7428 | 7724 | 8359 | 8917 | 9162 | 9160 | 9183 | 9179 | 9189 | 9249 | 9310 |